# Gyrophaena simpliciformis
Gyrophaena simpliciformis är en skalbaggsart som beskrevs av Charles Hamilton Seevers 1951. Gyrophaena simpliciformis ingår i släktet Gyrophaena och familjen kortvingar. Inga underarter finns listade i Catalogue of Life.